# Франц Грилпарцер (награда)
Литературната награда „Франц Грилпарцер“ (на немски: Franz-Grillparzer-Preis) е учредена през 1872 г. от годеницата на писателя Катарина Фрьолих за 80-ата годишнина на Франц Грилпарцер. След нейната кончина през 1879 г. паричната сума за наградата получава Академията на науките във Виена.
До 1971 г. отличието се присъжда за „относително най-добрата немска драматична творба, която през последните 3 години е била поставена на именита сцена и не е получавала друга награда“.

## Носители на наградата (подбор)
- Герхарт Хауптман (1896)
- Герхарт Хауптман (1899)
- Герхарт Хауптман (1905)
- Артур Шницлер (1908)
- Фриц фон Унру (1923)
- Франц Верфел (1926)
- Франц Теодор Чокор (1938)
- Фриц Хохвелдер (1956)
- Фридрих Дюренмат (1968)
- Томас Бернхард (1971)
- Петер Хандке (1991)
- Алберт Драх (1993)